# Đông Phi thuộc Anh
Đông Phi thuộc Anh hay Xứ bảo hộ Đông Phi (tiếng Anh: East Africa Protectorate hay British East Africa) là một khu vực ở Hồ Lớn châu Phi gần trùng với Kenya ngày nay, kéo dài từ nội Ấn Độ Dương đến biên giới với Uganda ở phía tây. Khu vực này do Anh kiểm soát vào cuối thế kỷ 19. Nó phát triển vì các lợi ích thương mại của Anh trong khu vực vào những năm 1880 và vẫn là một xứ bảo hộ cho đến khi trở thành Thuộc địa Kenya năm 1920, ngoại trừ một vùng duyên hải độc lập rộng 16 kilômét (10 mi) thì trở thành Vùng bảo hộ Kenya.